# Cerritos Soledad
Cerritos Soledad är en ort i Mexiko.   Den ligger i kommunen Álamo Temapache och delstaten Veracruz, i den sydöstra delen av landet, 230 km nordost om huvudstaden Mexico City. Cerritos Soledad ligger 8 meter över havet och antalet invånare är 130.
Terrängen runt Cerritos Soledad är huvudsakligen platt, men åt sydväst är den kuperad. Runt Cerritos Soledad är det ganska tätbefolkat, med 120 invånare per kvadratkilometer. Närmaste större samhälle är Tuxpan de Rodríguez Cano, 12,3 km nordost om Cerritos Soledad. Trakten runt Cerritos Soledad består till största delen av jordbruksmark.